# Yeghegnadzor
Yeghegnadzor o Eghegnadzor (in armeno Եղեգնաձոր?) è una città di circa 8 200 abitanti (2007), capoluogo della provincia di Vayots Dzor in Armenia.
Il caravanserraglio di Selim, il caravanserraglio meglio conservato in Armenia si trova a una trentina di chilometri a nord della città , sulla strada M10, che collega Yeghegnadzor a Martuni, a sud del Lago Sevan.

## Etimologia
Il nome Yeghegnadzor è composto da due parole armene: yegheg (armeno: եղեգ) che significa canna, e dzor (armeno: ձոր) che significa valle. Il nome del paese significa quindi "valle dei canneti".